# Leon Haslam
Leon Haslam, född den 31 maj 1983 i London, Storbritannien, är en brittisk roadracingförare som tävlar i Superbike. Han är son till roadracingföraren Ron Haslam.

## Roadracingkarriär
Haslam körde redan som artonåring i 500GP, vilket gjorde honom till den yngste föraren i klassen någonsin. 2001 var året och Haslam slutade på nittonde plats totalt. Efter en säsong i 250GP och en i Brittiska Superbike flyttade Haslam till Superbike-VM 2004, där han nådde vissa framgångar, och slutade på åttondeplats körandes en Ducati. Han fick sedan ett kontrakt med Ducatis största team i hemlandet, och han nådde under tre säsonger med Airwavesteamet placeringarna 4, 2 och 3. Inför 2008 lämnade han Ducati och gick till HM Plant Honda, där han återigen kom tvåa i serien. 2009 bytte Haslam till VM, där han körde för det svenska teamet Stiggy Racing, som gjorde sin första säsong i serien. Första deltävlingen gav en tredjeplats i andra heatet. Till säsongen 2010 blev Leon Haslam värvad av Alstare Suzuki och blev tvåa i VM med tre heatsegrar. Säsongerna 2011-2014 har givit något sämre resultat och inga segrar.